# Slavonice (nádraží)
Slavonice (dříve německy Zlabings) jsou železniční stanice v jihozápadní části moravského města Slavonice v okrese Jindřichův Hradec v Jihočeském kraji nedaleko Slavonického potoka. Leží na jednokolejné neelektrizované trati Kostelec u Jihlavy – Slavonice.

## Rakousko-Uhersko
Vlakové spojení Slavonic s Rakouskem plánoval v roce 1870 již místní starosta Josef Langthaler. Železniční trať Kostelec u Jihlavy – Telč – Slavonice – Fratres – Waldkirchen – Schwarzenau byla uváděna do provozu postupně. Jako první byla 3. srpna 1891 otevřena odbočka z trati Dráha císaře Františka Josefa ze Schwarzenau do Waidhofenu, dne 4. července 1896 byl zahájen provoz ze Schwarzenau do Zwettlu. V roce 1894 se v Telči konstituoval ke stavbě místní dráhy Kostelec u Jihlavy – Telč akční výbor, který nechal vyhotovit generální projekt dráhy a 13. srpna 1898 došlo k zahájení provozu. Na jejím dalším úseku Telč – Slavonice (29,9 km) byla železniční stanice otevřena v roce 1902 a o rok později byl slavnostně otevřen i poslední úsek tratě Slavonice – Waidhofen (27 km). Vzhled budovy byl vytvořen dle typizovaného architektonického vzoru nádražních budov společnosti. S nádražní budovou se pojilo též nákladové nádraží.

### Trať Telč – Slavonice
Po výběrovém řízení na zadání stavby, které vyhrála v červnu 1901 firma J. Kubíček z Prahy, mohlo dojít od července k zahájení stavebních prací. Dne 6. srpna 1901 provedl obecní radní města Slavonice první výkop místní dráhy na místě současného nádraží. Dne 6. září 1902 byla ukončena revize místní dráhy na trati Telč–Slavonice. Pro technicko-policejní komisi byl tehdy vypraven zvláštní vlak z Telče do Slavonic a zpět. Trať Telč – Slavonice zahájila provoz zvláštním vlakem v neděli 7. září 1902. Vedení tepláren a drážní dílny pro místní dráhu Kostelec–Telč–Slavonice se nacházely v Táboře.

### Trať Waidhofen – Slavonice
Dne 20. června 1900 obdržela akciová společnost místní dráhy ve Zwettlu koncesi na stavbu a provoz místní dráhy Waidhofen–Slavonice. K zahájení provozu 27,5 km dlouhé spojovací trati mezi stanicemi Kostelec–Cejle a Schwarzenau došlo 21. června 1903. Na nádraží ve Slavonicích se konalo slavnostní uvítání prvního vlaku z Waidhofenu, kterého se účastnil starosta města Slavonice, okresní hejtmani Dačic a Waidhofenu a další členové obecního zastupitelstva. Provoz na trati zajišťovaly Císařsko–královské státní dráhy / Kaiserlich–königliche Staatsbahnen (kkStB), jejichž sídlo se nacházelo v centru Vídně na náměstí Freyung čp. 8, což byla budova Dolnorakouské eskomptní společnosti / Niederösterreichische Eskomptegesellschaft.
|   | Dopoledne | Poledne | Večer | Stanice                    | Ráno | Poledne | Večer |
| - | --------- | ------- | ----- | -------------------------- | ---- | ------- | ----- |
| 1 | 8:00      | 1:23    | 7:28  | ↓ Slavonice—Zlabings ↑     | 5:22 | 1:04    | 8:19  |
| 2 | 8:16      | 1:41    | 7:43  | Gilgenberg zastávka        | 5:04 | 12:47   | 8:02  |
| 3 | 8:28      | 1:51    | 7:56  | Waldkirchen nádraží        | 4:56 | 12:41   | 7:55  |
| 4 | 8:45      | 2:15    | 8:10  | Dobersberg nádraží         | 4:37 | 12:27   | 7:35  |
| 5 | 8:56      | 2:27    | 8:20  | Merkengersch zastávka      | 4:23 | 12:15   | 7:23  |
| 6 | 9:04      | 2:36    | 8:28  | Edlitz zastávka            | 4:15 | 12:07   | 7:14  |
| 7 | 9:19      | 2:53    | 8:40  | Thaya nádraží              | 4:05 | 11:57   | 7:04  |
| 8 | 9:28      | 3:03    | 8:48  | Klein-Eberharts zastávka   | 3:52 | 11:48   | 6:53  |
| 9 | 9:37      | 3:12    | 8:57  | ↓ Waidhofen an der Thaya ↑ | 3:44 | 11:40   | 6:44  |

Výnosem ministerstva železnic ze dne 6. října 1903 o organizaci služby na místní dráze Waidhofen a.d. Th.–Slavonice a organizačních změnách provozní služby na dráze Schwarzenau–Zwettl a Schwarzenau–Waidhofen a.d. Th. bylo dne 1. listopadu 1903 ve stanici Schwarzenau zřízeno společné podnikové vedení místních drah Schwarzenau–Zwettl, Schwarzenau–Waidhofen a.d. Th. a Waidhofen a.d. Th.–Slavonice, jehož představenstvo bylo pověřeno řízením a dozorem nad celým místním provozem (vyjma dílenského servisu na uvedených místních drahách), a to dozorem a údržbou dráhy, dopravním a obchodním servisem, jakož i službou vlakové dopravy.
Zásobováním a přidělováním drážního inventáře (kromě stavebních materiálu, paliva a tiskovin) bylo pověřeno vedení skladiště v Gmündu. Zde se nacházela též příslušná dezinfekční stanice (Desinfektionsstation). Stanice Schwarzenau se stala pro trať Waidhofen an der Thaya–Slavonice řídící a kontrolní telefonní stanicí. Výpravčí stanicí na trase Schwarzenau–Slavonice byla stanovena stanice Schwarzenau, v protisměru stanice Slavonice. Výchozím bodem pro číslování vlaků a kolejí na trati Waidhofen an der Thaya–Slavonice se stala stanice Slavonice. Ztráty a nálezy měl na starosti železniční úřad ve Vídni II.
V den 15. října 1906 uvedla akciová společnost místní dráhy Schwarzenau–Zwettl do provozu trať Zwettl–Martinsberg, do jejíhož majetku přešly i tratě Schwarzenenau–Waidhofen a.d. Thaya a Waidhofen a.d. Thaya–Slavonice. Tímto tvořila železniční trať jeden vlastnický celek (Schwarzenau–Zwettl–Martinsberg, Schwarzenau–Waidhofen–Slavonice).

### Veterinární ohledací stanice
Na základě vyhlášky c.k. moravského místodržitelství ze dne 19. června 1910 čís. — 897/1 o konání prohlídky zvířat v železničních stanicích markrabství moravského nakládaných nebo skládaných a zákona ze dne 6. srpna 1909, ř. z. o zamezení a potlačení nákaz zvířecích a k němu vydaného prováděcího nařízení ze dne 15. října 1909, byla s účinností od 1. července 1910 zřízena ve stanici Slavonice veterinární ohledací stanice (pro jednokopytníky: koně, osli, mezky a muly), přežvýkavce: skot, ovce a kozy a vepřový dobytek). Nakládat a skládat se zvířata mohla jen za denního světla a v úředních hodinách nákladního oddělení železničního úřadu. Prohlídku vykonával okresní veterinář z Dačic, poplatek za prohlídku vybíral železniční úředník.

## Československo

### Österreichische Staatsbahnen (ÖStB) – Bundesbahnen Österreich (BBÖ)
Po rozpadu Rakouska-Uherska se nová Rakouská republika potýkala s nedostatkem uhlí. Od 25. února 1919 omezily Rakouské státní dráhy / Österreichische Staatsbahnen (ÖStB) železniční dopravu také na lokálních tratích: Göpfritz—Raabs, Schwarzenau—Martinsberg—Gutenbrunn a Schwarzenau—Slavonice: smíšené vlaky č. 3452 Schwarzenau (odjezd ve 3:55 ráno) — Slavonice (příjezd 5:58 dopoledne) a č. 3451 Slavonice (odjezd 8:41 dopoledne) — Schwarzenau (příjezd 10:41 dopoledne) začaly jezdit jen ve čtvrtek a v sobotu.

### První motorové vozy (1924)
Od pondělí 22. prosince 1924 započaly Spolkové dráhy Rakouska (BBÖ) na trati Schwarzenau–Slavonice s motorovou dopravou (Triebwagenverkehr). První dva motorové vozy jezdily ve středu, pátek a sobotu: 1. vlak č. 816 vyjížděl ze Schwarzenau v 13:05 h, do Waidhofenu přijel v 13:27 h; 13:29 h odjížděl do Slavonic, kam příjel ve 14:23 h. 2. vlak č. 815 odjížděl ze Slavonic v 14:45 h, do Waidhofenu přijel v 15:37 a v 15:39 pokračoval do Schwarzenau, kam dorazil v 16:01 h.

### Československé státní dráhy (ČSD)
Německá podyjská letoviska (Znojmo, Vranov, Frejštejn, Slavonice) se v novém Československu ocitla zcela odstřižená od své bývalé (převážně vídeňské) klientely a od svých dolnorakouských odbytišť. Nevyhovovalo ani vlakové spojení do Znojma. Ještě v roce 1920 muselo místní obyvatelstvo použít nejprve vlakové spojení ve směru na Jihlavu, přesednout a pokračovat dál ve směru Moravské Budějovice–Znojmo.

### Železniční zaměstnanci
Železniční stanice se nacházela v majetku Ředitelství státních drah v Brně. V budově čp. 255 bydlel od roku 1908 Josef Wolf (* 13. června 1881, Kralupy), staniční mistr a po vzniku republiky přednosta stanice, společně s manželkou Marií (* 13. června 1889, Kolín), synem Josefem (* 14. května 1917, Slavonice) a dcerou Marií (* 11. května 1915, Slavonice). V roce 1914 zde působil jako staniční mistr.
Druhý byt obýval Josef Hejtmánek (* 16. března 1869, Kardašova Řečice), drážní skladník, též se svou manželkou Marií (* 2. května 1877, Kardašova Řečice) a dětmi: dcerou Růženou (* 28. dubna 1901, Slavonice), dcerou Ludmilou (* 11. května 1903, Slavonice), synem Josefem (* 18. února 1905, Slavonice), dcerou Annou (* 14. července 1906, Slavonice), synem Karlem (* 5. října 1909, Slavonice) a synem Emilem (* 25. února 1911, Slavonice). Na dráze ve Slavonicích sloužil od roku 1902.
Dále zde bydlel od roku 1919 svobodný výpravčí vlaků Rudolf Vávra (* 13. srpna 1891, Rudíkov) z Rudíkova u Třebíče. Ráno před odevzdáním sčítacích evidenčních listů pro sčítání lidu v roce 1921 dorazil na stanici ženatý železniční asistent Ludvík Petrů (* 7. srpna 1883, Telč) z Telče. Veškeré drážní osazenstvo slavonického nádraží se přihlásilo k české národnosti.

### Zemědělské skladiště a vlečka

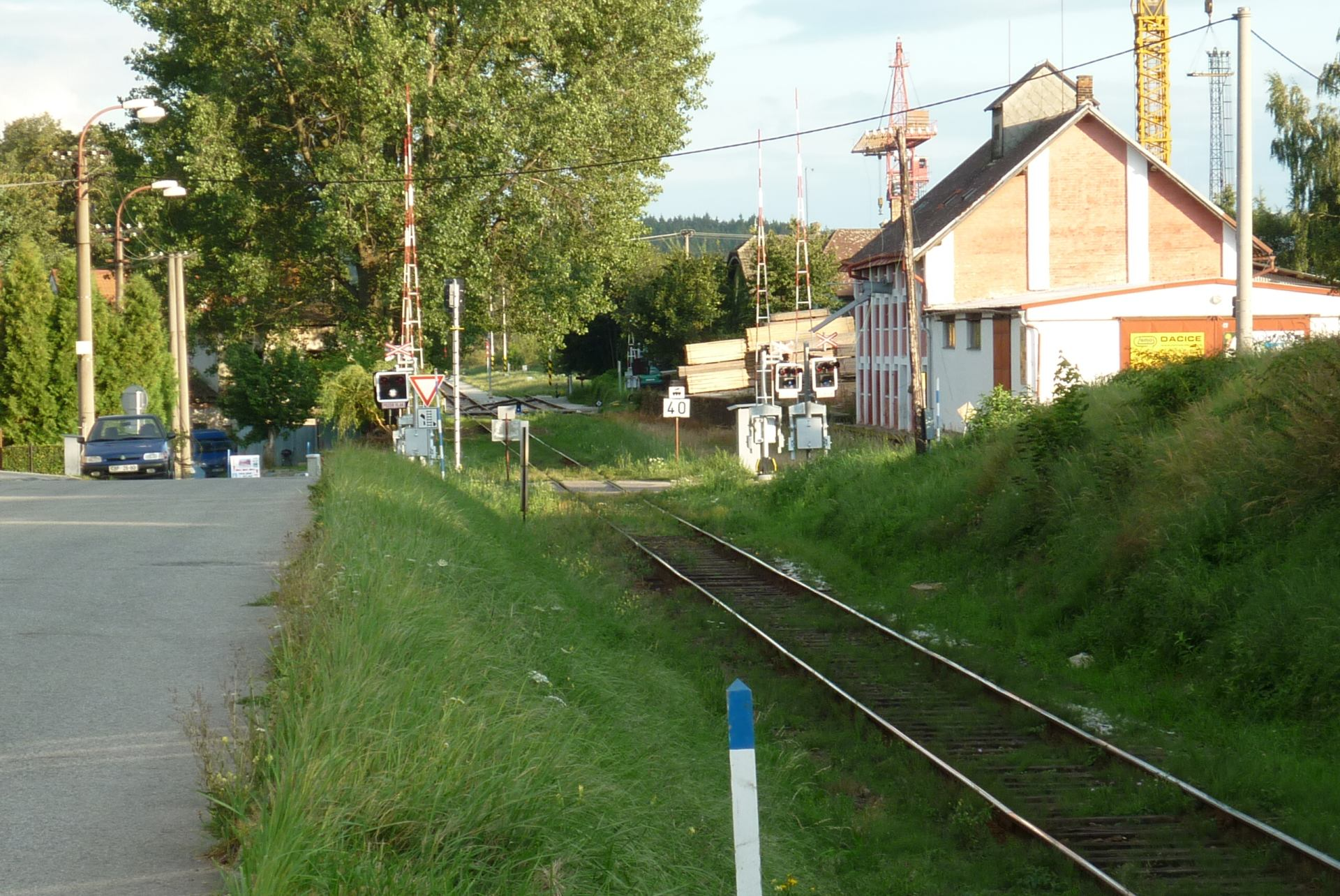
Budova bývalého zemědělského skladiště (Landwirtschaftliches Lagerhaus Zlabings) s vlečkou z roku 1921

Už 2. července 1916 vznikla z popudu Franze Helleporta (Slavonice), Johanna Matzku (Cizkrajov) a Heinricha Ruppa (Slavonice) skladištní společnost pro Slavonice a okolí s názvem Magazinsgesellschaft für Zlabings und Umgebung se základním kapitálem 30 000 korun, do níž vstoupilo 23 členů. V roce 1921 nechala skladištní společnost nedaleko nádraží vybudovat nové zemědělské (obilní) skladiště Landwirtschaftliches Lagerhaus Zlabings a k němu vlečku (Schleppgeleise) v ceně 239 790 korun. Po drastickém snížení cen obilí a stavebním zadlužení vyhlásila skladištní společnost v roce 1922 konkurs.
Dne 1. dubna 1924 skladiště s celým areálem a vlečkou zakoupil Centrální svaz německých hospodářských družstev Moravy, Slezska a Slovenska / Zentralverband der deutschen landwirtschaftlichen Genossenschaften Mährens, Schlesiens und der Slowakei se sídlem v Brně, následně jej pak pod centrálním svazem provozovala od 1. listopadu 1925 německá spotřební centrála (Bezugs- und Verwertungszentrale), od roku 1937 v pachtu společně s Organizací německých zemědělců Moravy / Organisation der deutschen Landwirte Mährens.
V roce 1924 nechal centrální svaz přistavět z jedné strany skladiště dřevěnou stodolu v ceně 3 000 korun, v roce 1930 při druhé straně zděný přístavek v ceně 15 000 korun, do kterého byla umístěna čistička obilí (Reinigungsanlage) a šrotovací mlýn (Schrotmühle). Skladištní plochy pojaly 30 vagónů a celé skladiště i s technickým vybavením dosáhlo v roce 1938 hodnoty 268 000 korun.
Konfiskát skladištního družstva byl po válce přidělen Hospodářskému družstvu v Dačicích (zal. 1924), které vedle zde zřízeného pobočného závodu obhospodařovalo ještě 8 filiálek na venkově (před válkou provozovalo sklady v Markvarci, Budči a Starém Hobzí). V roce 1946 prodal MNV ve Slavonicích své obecní pozemky mezi vlečkou a kolejemi (parcely 9388 a 9389) místní pile (Felixe Lechnera) ve státní správě (vedoucí Václav Holý, národní správce a člen finanční stráže ve Slavonicích) a Hospodářskému družstvu v Dačicích (HD Dačice). Hospodářské družstvo provozovalo od roku 1947 v Dačicích též Strojní traktorovou stanici. V březnu téhož roku požadoval ONV v Dačicích po Ministerstvu zemědělství zřízení strojní stanice též ve Slavonicích. Státní traktorová stanice byla nakonec z rozhodnutí MNV ve Slavonicích ze dne 7. února 1952 umístěna do stavení v Nádražní ulici čp. 354, kde se nalézaly garáže ČSAD.

### Dopravní situace na místní dráze
Stížnosti na nevyhovující jízdní řád na trati Kostelec—Slavonice přetrvávaly. V srpnu 1924 se nechal výbor pro jízdní řády železniční rady v Brně slyšet, že změny v jízdním řádu mohou nastat až po zřízení výtopny ve Slavonicích, aby se zamezilo zbytečným a nehospodárným jízdám lokomotivy posledního vlaku zpět ze Slavonic do výtopny v Telči. V roce 1926 byla dokončena na slavonickém nádraží stavba budovy remízy pro odstavení dvou tendrových lokomotiv.

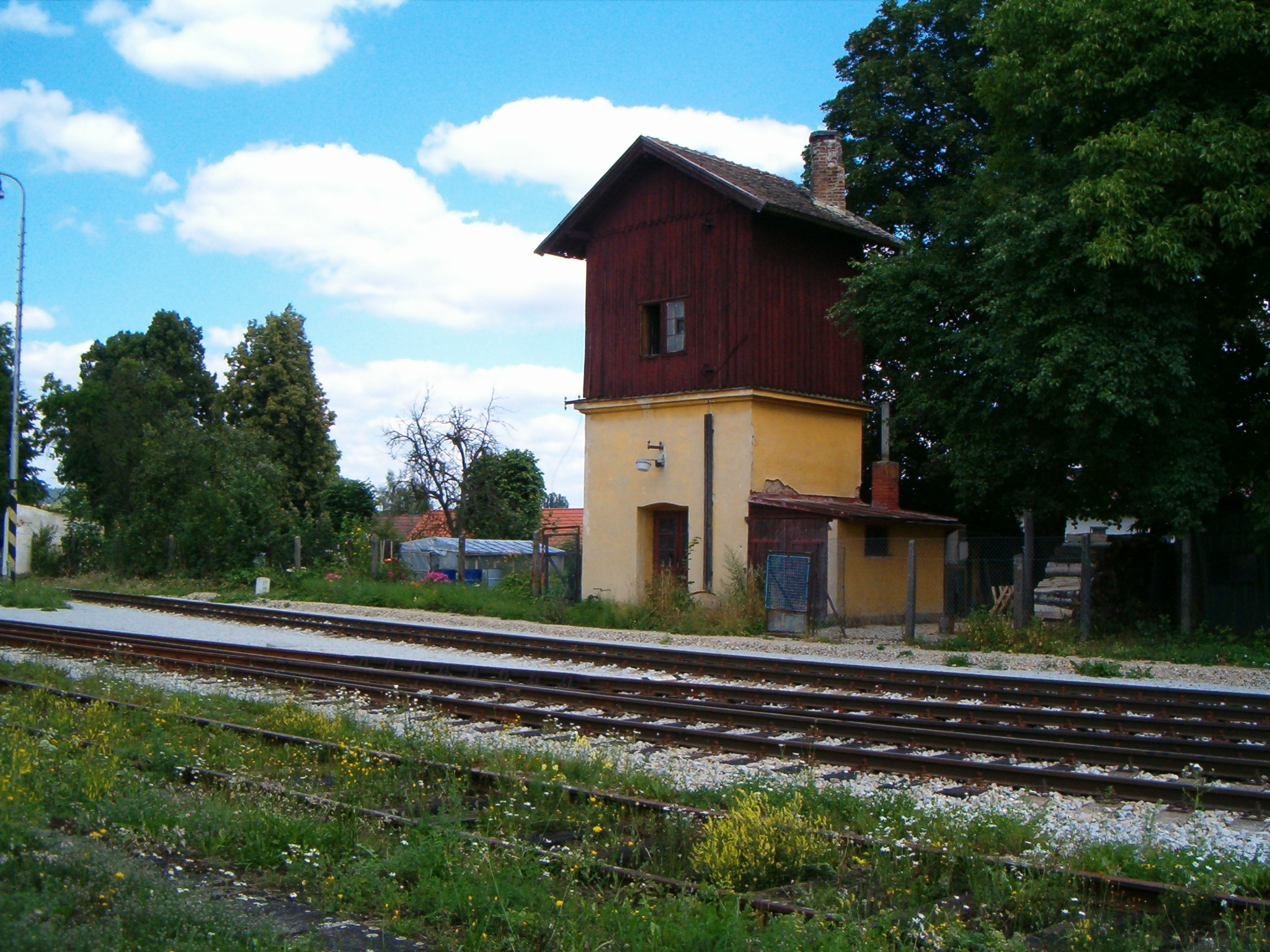
Bývalá vodárenská věž z roku 1902

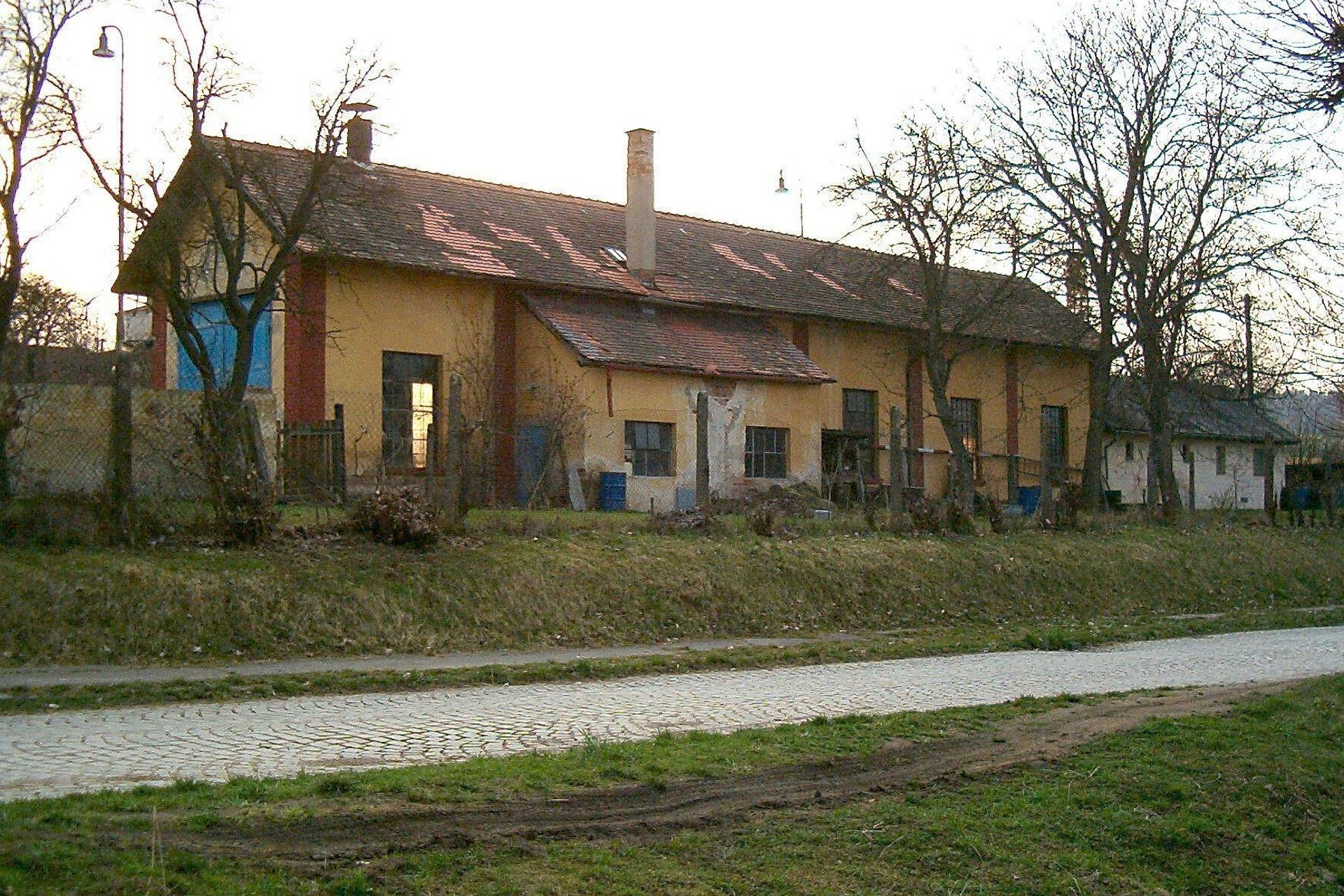
Budova bývalé výtopny z roku 1926

Z místní dráhy Cejle—Kostelec—Telč—Slavonice. Ředitelství státních drah v Brně zavedlo na této dráze plynové osvětlení, které uspokojuje cestující obecenstvo. Staré vozy zařízené pro olejové osvětlení byly přiděleny na méně frekventované tratě. Z hlavní tratě přidělené vozy s plynovým osvětlením jsou vzdušné pohodlné a vyhovují všem požadavkům nynější doby. Jest také žádoucno, aby obecenstvo udržovalo v těchto vozech čistotu a pořádek.
Horácko: týdenník hájící zájmy pracujících vrstev lidových 1927
K železničnímu řádu na západní Moravě. Západomoravský kraj má velmi málo železničních spojů a železniční řád na nich je nevyhovující. Všechny posavadní stesky a žaloby na tento stav byly marné. Snad nyní před novým železničním řádem uvědomí si příslušní činitelé, že náš kraj nutně potřebuje, aby rychlík z Jihlavy do Brna byl vypravován ráno a ne dopoledne. Dále je nutno, aby z Brna do Jihlavy byl vypravován také noční motorový vlak. Tyto požadavky kraje byly již dávno na příslušná místa podány, tak jako stesky na trať Cejle—Kostelec—Slavonice. Zástupce našeho kraje v žel. radě měl by o požadavcích kraje trochu důrazněji promluviti!
Stráž Západomoravská: týdeník čsl. strany lidové pro kraj jihlavský 1938

### Všeobecná mobilizace a předání stanice německé správě
Dne 16. září 1938 vyhlásil prezident republiky stanné právo. Ve Slavonicích udržovaly pořádek jednotky Stráže obrany státu (SOS). Dne 23. září 1938 vyhlásila vláda generála Jana Syrového všeobecnou mobilizaci. O půlnoci ze soboty na neděli 24. září byl civilní jízdní řád nahrazen mobilizačním jízdním řádem, který znamenal zrušení veškeré motorové osobní dopravy, rychlíků a spěšných vlaků. Následující den 25. září 1938 se po železniční trati Kostelec–Slavonice přesouvaly vojenské transporty vojenských jednotek s technikou do pohraničních útvarů a pevnostní linie ve Slavonicích, dále pak k obsazení pozic na druhé obranné linii v oblasti Písečné–Slavonice.
Na základě Mnichovské dohody měl být německé správě předán úsek železniční tratě Slavonice–Dačice. Ve dnech 7. a 8. října 1938 se ve stanici Slavonice a nákladišti Peč spěšně nakládalo veškeré zařízení, které nemělo přijít německé správě do rukou, přičemž ve Slavonicích se jednalo převážně o vojenskou techniku. Ze stanice se přesouvali do Dačic také vojenské oddíly Československé armády, hlídky SOS, příslušníci četnických stanic a finanční stráže. Město opouštěli i obyvatelé české národnosti. Dne 10. října 1938 byla stanice Slavonice předána německé správě a následovalo vypravení posledního vyklízecího vlaku, jehož úkolem bylo posbírat zbylý český personál a poslední vysídlence.

## Třetí říše - Dolní Podunají
Na železniční trati mezi Dačicemi a Slavonicemi byla doprava po odstoupení pohraničí přerušena. Spojení bylo obnoveno až 15. července 1939. Vzhledem k tomu, že železniční trať mezi tím zarostla trávou, byla využívána k pastvě dobytka. Na zarostlé trati došlo při zahájení provozu k dopravní nehodě. Kráva domkáře Josefa Hanzla z Mutišova byla projíždějícím vlakem roztrhána.
Celou trať na území Dolního Podunají a Protektorátu následně provozovaly Německé říšské dráhy (Deutsche Reichsbahn), kterou obsluhovaly denně čtyřmi páry osobních vlaků. Dnem 1. ledna 1941 došlo k zestátnění AS Lokální dráhy Schwarzenau–Zwettl, v jejímž majetku se nacházely i tratě Schwarzenau–Waidhofen a Waidhofen–Slavonice. Od 18. června 1943 se nacházela část pozemkové železniční knihy pro úsek tratě Telč–Slavonice vedoucí v Dolním Podunají přes katastry obcí Slavonice (Zlabings), Chvaletín (Qualitzen), Mutišov (Mutischen), Cizkrajov (Sitzgras), Dolní Bolíkov (Wölking), Peč (Petschen), Urbaneč (Urbantsch) a Hradišťko (Pastreich) u pozemkového soudu ve Vídni (Amtsgericht Wien, Abt. 125 (Grundbuchsgericht), Justizpalast). Pravidelná osobní doprava se zastavila na jaře 1945. K předválečnému provozu a propojení tratí na rakouské a československé straně státní hranice již nikdy nedošlo.

## Třetí Československá republika (1945-1948)

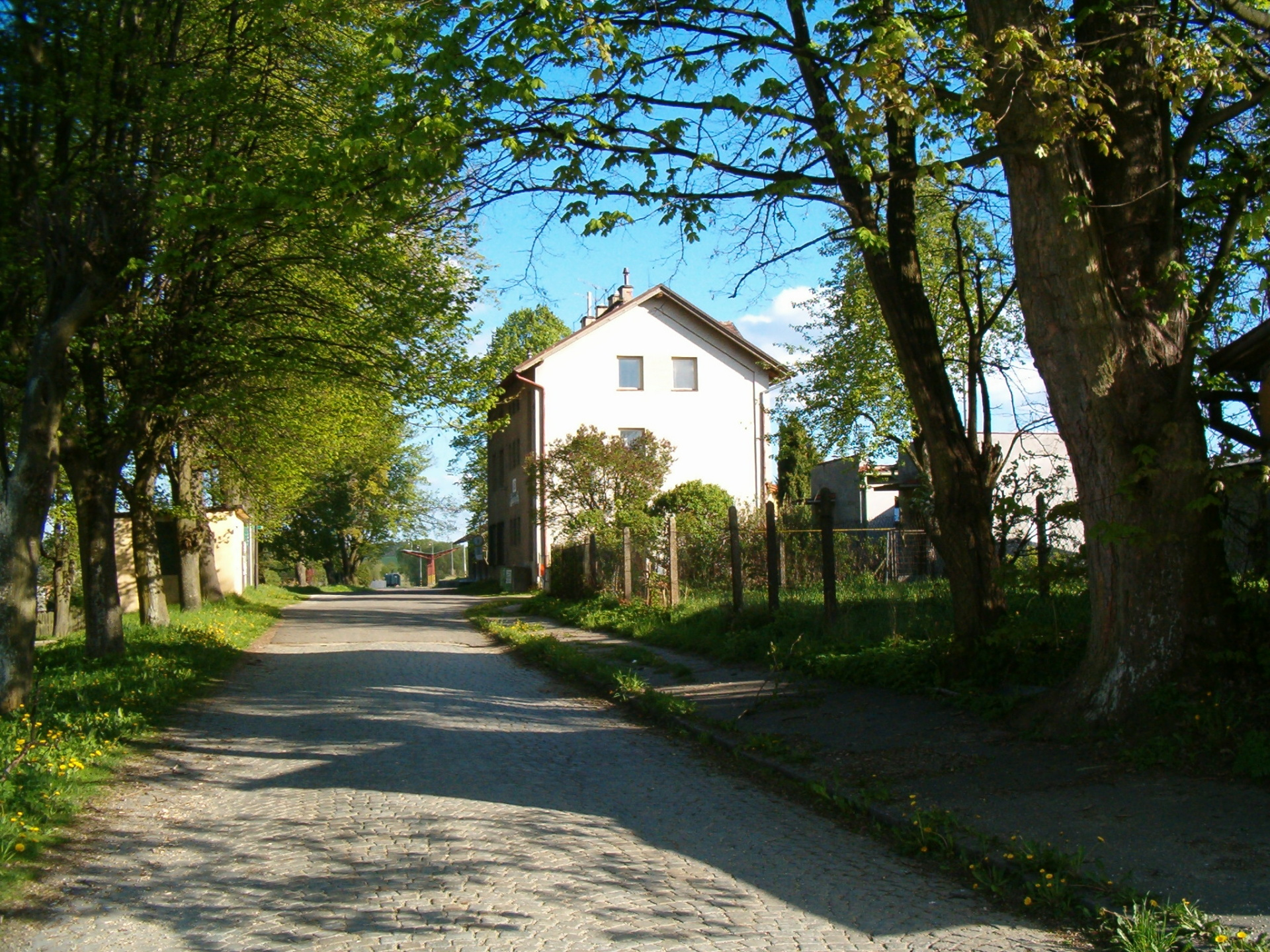
Pohled na nádražní budovu v Nádražní ulici roku 2005

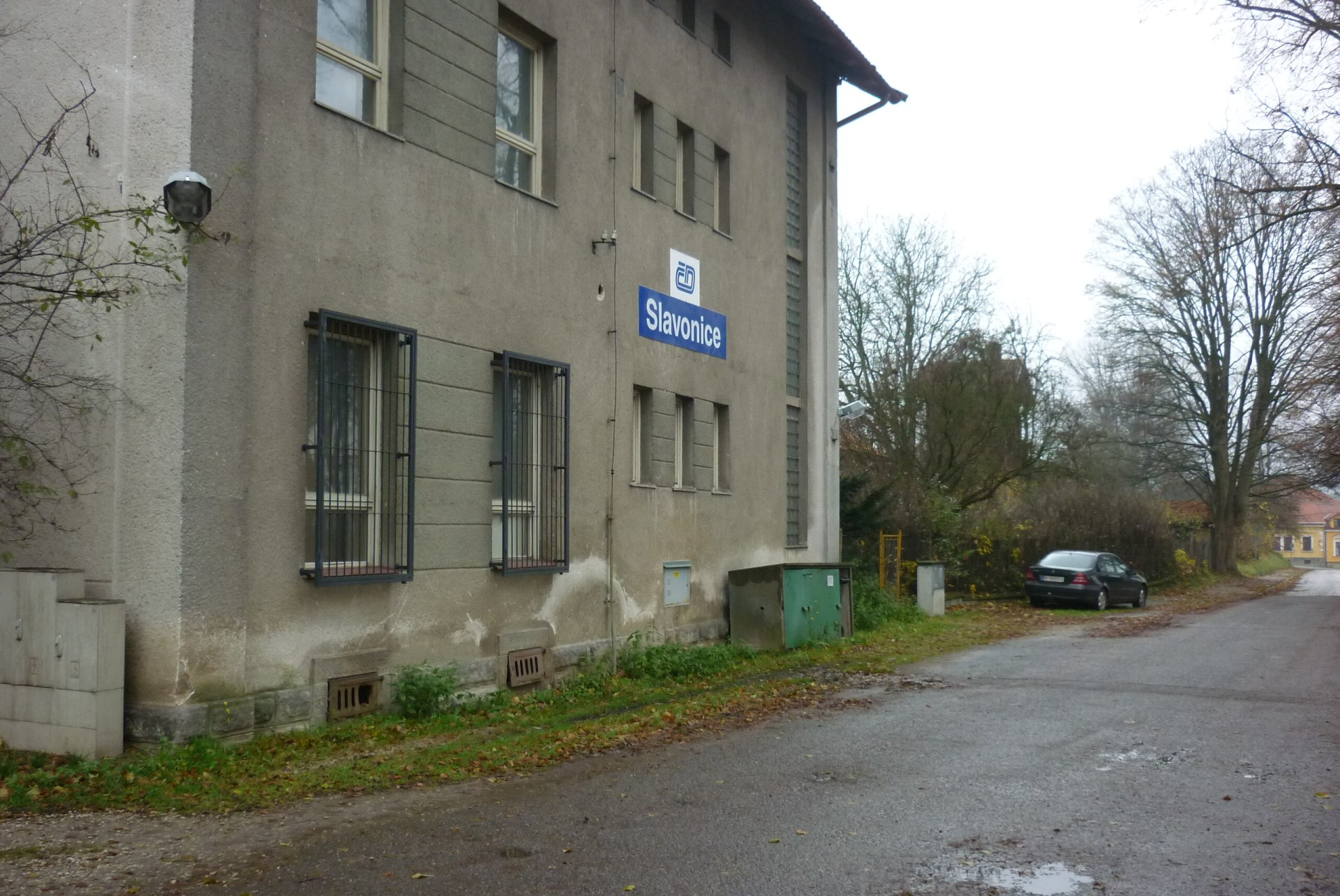
Pohled na stanici z Nádražní ulice r. 2013

Válečné události nepoškodily jak stanici tak samotnou trať. V den 10. května 1945 stanici obsadila Rudá armáda (dále zkratka RA), která trať využívala pro přesun svých vlaků. Slavonická železniční stanice byla v té době jediným celním přechodem na území Sovětské okupační zóny Rakouska, přes který mohla RA přesouvat těžké vojenské transporty.
Divizní velitelství RA sídlilo až do 15. června 1945 ve Slavonicích v hotelu Alfa (Dolní náměstí). Velitelem místních divizních sborů RA byl generál Stěpan Ivanovič Povětkin (Степа́н Ива́нович Пове́ткин). Městské velitelství RA pod velením majora Nikolaje Georgijeviče Lebeděva (Николай Георгиевич Лебедев) sídlilo na náměstí v domě čp. 24 (nyní náměstí Míru čp. 458) a další domy ve městě zabraly ostatní RA oddíly (skladiště, zásobovací a technické, atd.) V té době RA ve stanici vypomáhali jednak němečtí drážní zaměstnanci ale i jeden český zaměstnanec Československých státních drah (ČSD), který se ujal vedení obsazené stanice.
Dne 5. května 1945 proběhlo oficiální obsazení stanice zaměstnanci ČSD. Ti pak až do 20. července 1945 vykonávali dozor nad stanicí společně s RA. Na slavonickém nádraží také končí stopy po německých zajatcích na československém území, kteří odsud byli transportováni z okolních zajateckých táborů RA (Český Rudolec, Staré Hobzí, Nová Bystřice a Waidhofen an der Thaya) do sovětských pracovních táborů v SSSR (gulagů).
Dne 20. července 1945 předala RA stanici Československým státním dráhám (ČSD), které pro účely garážování autobusů a nákladních aut ČSAD zabraly v Nádražní ulici stavení čp. 354. Dne 22. července 1945 proběhlo uzavření státní hranice mezi Sovětskou okupační zónou Rakouska a Třetí Československou republikou (kronika města Slavonice uvádí datum uzavření hranice 18. května 1945).
Dne 30. srpna 1946 odjel ze stanice Slavonice poslední zvláštně vypravený vlak s vysídleným německým obyvatelstvem dačického okresu. Ze slavonického nádraží odjíždělo 334 obyvatel. S některými se přišli rozloučit jejich čeští přátelé. Tímto dnem doprava na trati Slavonice–Fratres definitivně ustala. Zbylá část RA opustila město v polovině září 1945.
V březnu 1946 byla ve Slavonicích v hotelu Alfa zřízena škola pro přípravu nově přijatých příslušníků Národní bezpečnosti. Armádní skupiny byly z příhraničního pásma staženy v červnu 1946 a službu na hranicích vykonávala dále FS společně s pohotovostními jednotkami Národní bezpečnosti (NB). V září 1946 byly pohotovostní pluky přejmenovány na pohraniční pluky SNB (krycí název útvar 9600). Kasárna se nalézala ve Slavonicích na Horním náměstí v domě čp. 91.
V roce 1947 ukončilo Ministerstvo financí pohraniční službu ve stanici Slavonice, které zároveň odebralo právo odbavovat a vypravovat nákladní dopravu do Rakouska. V květnu 1947 byla na všech cestách vedoucích do Rakouska instalována v místě procházející státní hranice závora, v květnu 1948 byly instalovány v místě procházející hranice oboustranné výkolejky a uzamykatelné kolejové zábrany.
Továrna oděvů ve Slavonicích v plném provozu. Jedním z největších oděvních podniků celého kraje je továrna (Pallas-Artis), národní podnik Slavonicích. Podnik, který je pobočným závodem Oděvního průmyslu v Prostějově, zaměstnává t. č. 180 dělnic a dělníků. A ještě v současné době nové dělnice přijímá. Vlakový jízdní řád je upraven tak, že umožňuje dojížďku do práce a z práce z Dačic, Telče a obcí na trati Cejle—Kostelec—Slavonice. Továrna umožňuje výdělek vyučeným šičkám i dělnicím, neznajícím šití na stroji, ze Slavonicka, Dačicka, Jemnicka i Telečska.
Jiskra: týdeník komunistické strany třebíčského kraje 1947

## Československá republika (1948–1960)
V březnu 1948 proběhla reorganizace pohraničních pluků SNB, které byly nadále členěny do 12 praporů. K 1. lednu 1949 přestala existovat Finanční stráž a její úkoly převzal nový útvar Pohraniční stráže pod Ministerstvem vnitra. Bývalého člena FS Jana Pauříka jmenoval MNV Slavonice 18. ledna 1950 správcem městského muzea. Do uvolněné celnice se po finanční stráži přestěhoval útvar PS, který dosud sídlil na Horním náměstí v domě čp. 91 a kterou po něm obdržela místní organizace KSČ a ČSM.
V roce 1950 nechalo Ministerstvo dopravy tajným rozkazem přerušit všechny železniční hraniční přechody, což mělo být provedeno snesením 30-40 metrů kolejí směrem od státní hranice (vyjmutím minimálně dvou kolejových polí). Ve Slavonicích byl rozkaz splněn 28. června 1950 a to tak, že od prvního kolejového styku na československém území odstranili 4 kolejová pole (každé v délce 9 metrů), takže délka přerušení kolejí činila 36 metrů. Koleje se nacházely složené ve stanici na 36, 884 km (naproti 1. výhybce).
Budování železné opony, zavedení hraničního pásma (1. května 1950) a vytyčení zakázaného pásma se promítlo také v železniční dopravě. Kontroly příslušníků PS ve vlacích na trati Kostelec–Telč–Slavonice, kterou nadále provozovaly Československé státní dráhy, se staly samozřejmostí.
Důvodem pro vstup do hraničního pásma je zejména zaměstnání, pracovní (služební) cesta, pravidelný
přechod (přejezd) po cestě v hraničním pásmu, provádění zemědělských prací, výkon zdravotnického povolání,
naléhavé důvody soukromé povahy...Vstup do hraničního pásma za účelem rekreace není dovolen
 Rozkaz, jímž se vydávají prováděcí předpisy k zákonu o ochraně státní hranice 1951
Dne 24. srpna 1954 došlo ve Slavonicích na železničním přejezdu, který křižoval silnici na Dačice k nehodě, která si vyžádala dva lidské životy. Motorový vlak, jedoucí o půl sedmé ráno do Dačic, srazil motocykl a řidič se spolujezdcem byli na místě usmrceni.

## Trať na území Rakouské spolkové republiky (Thayatalbahn)

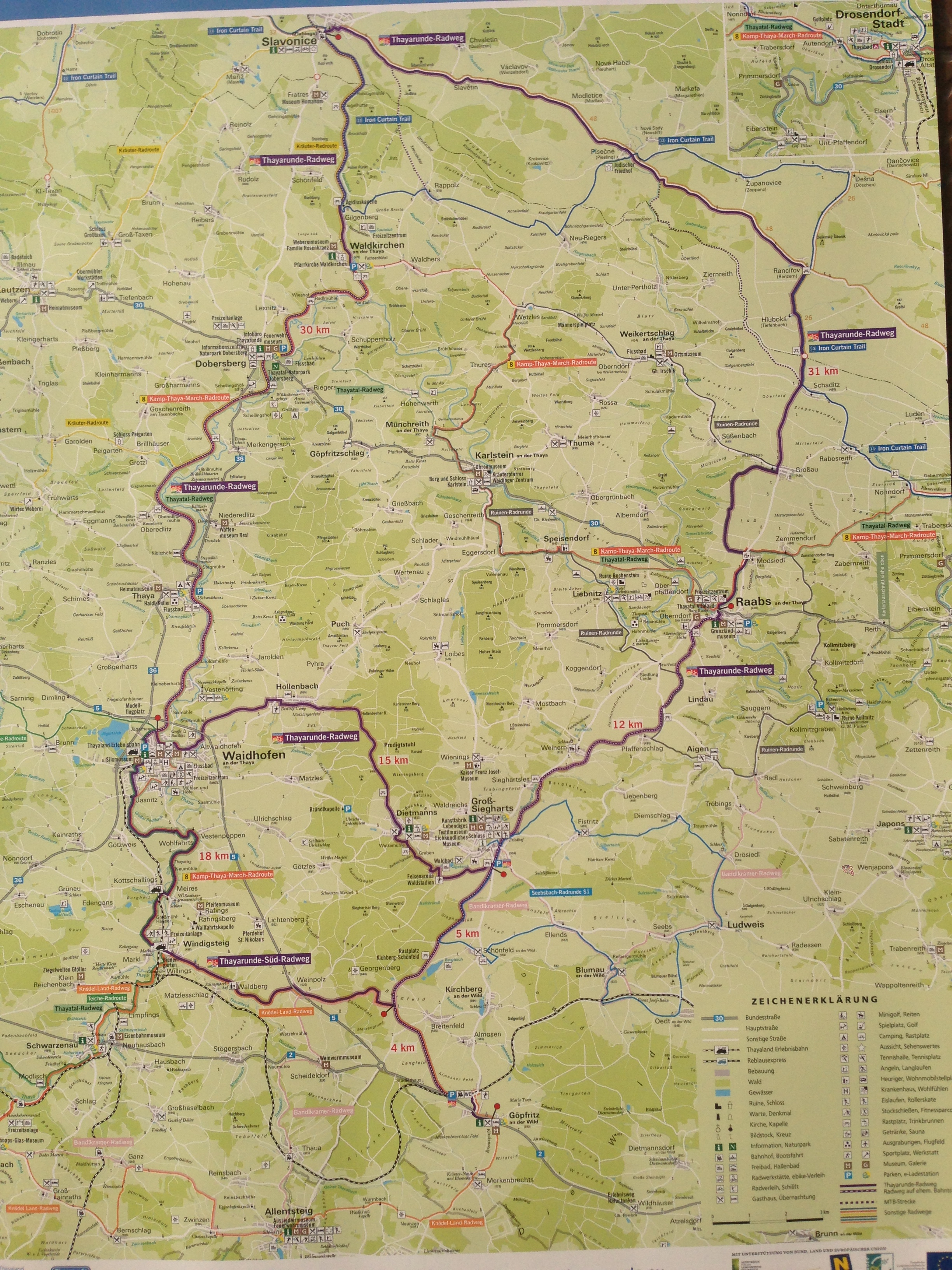
Cyklostezka na bývalé trati Thayatalbahn

Po válce začaly Rakouské spolkové dráhy (Österreichische Bundesbahnen) provozovat dopravu na trati Schwarzenau–Waidhofen–Fratres. Ze Schwarzenau vyjížděl smíšený vlak, který zanechal nákladní zátěž ve Waldkirchenu a pokračoval na zastávku do Fratres, odtud byla osobní souprava lokomotivou sunuta zpět do Waldkirchenu, odkud byl vypraven vlak pro osobní dopravu (Dd + 2 × Be nebo jen 2 × Be či 3 × Bi) do Fratres. Vlak z Fratres odjížděl ve stanovený čas do Waldkirchenu, kde dobral nákladní zátěž ze staniční manipulace a pokračoval do Schwarzenau. Tento způsob dopravy se změnil až po 29. květnu 1976, kdy byly parní lokomotivy nahrazeny motorovými lokomotivami a motorovými vozy. V roce 1960 Rakouské spolkové dráhy provedly demontáž traťové koleje od státní hranice až do zastávky Fratres, 10. ledna 1977 ukončily provoz na úseku Gilgenberg–Fratres a s narůstající autobusovou a osobní dopravou ke dni 27. září 1986 i na úseku Waidhofen a.d. Th.–Gilgenberg. Na rakouské straně tak zůstal poslední železniční stanicí Waldkirchen, kam ale zajížděl jen manipulační vlak.

## Rekonstrukce
V letech 2007 až 2010 proběhla rekonstrukce kolejiště stanice, vzniklo zde vyvýšené nekryté nástupiště se dvěma hranami, k příchodu k vlakům slouží přechod přes kolej. Nákladná rekonstrukce, která předpokládala, že bude znovu obnoven provoz železničního hraničního přechodu však přišla vniveč, neboť na bývalém železničním tělese byla v úseku Slavonice - Waidhofen a. d. Thaya vybudována cyklostezka.